# Monte Cas - Cima di Corlor
Monte Cas - Cima di Corlor este o arie protejată (arie specială de conservare — SAC, sit de importanță comunitară — SCI) din Italia întinsă pe o suprafață de 166 ha, integral pe uscat.

## Localizare
Centrul sitului Monte Cas - Cima di Corlor este situat la coordonatele 45°44′58″N 10°44′50″E / 45.7495°N 10.747238°E.

## Înființare
Situl Monte Cas - Cima di Corlor a fost declarat sit de importanță comunitară în iunie 1995 pentru a proteja 1 specie de plante și 59 de specii de animale. Situl a fost protejat și ca arie specială de conservare în iulie 2016.

## Biodiversitate
Situată în ecoregiunea alpină, aria protejată conține 5 habitate naturale: Pajiști uscate seminaturale și facies de acoperire cu tufișuri pe substraturi calcaroase (Festuco-Brometalia) (* situri importante pentru orhidee), Păduri pe pante, grohotișuri și ravene de Tilio-Acerion, Păduri de Quercus ilex și Quercus rotundifolia, Izvoare petrifiante cu formare de travertin (Cratoneurion), Pante stâncoase calcaroase cu vegetație casmofită.
La baza desemnării sitului se află mai multe specii protejate:
- plante (1): Daphne petraea
- păsări (59): uliu porumbar (Accipiter gentilis), uliu păsărar (Accipiter nisus), pițigoi codat (Aegithalos caudatus), potârnichea de stâncă (Alectoris graeca saxatilis), lăstunul mare (Apus apus), ciuf-de-pădure (Asio otus), cucuvea (Athene noctua), buha (Bubo bubo), șorecarul comun (Buteo buteo), sticlete (Carduelis carduelis), Certhia brachydactyla, florinte (Chloris chloris), mierla de apă (Cinclus cinclus), șerpar (Circaetus gallicus), botgros (Coccothraustes coccothraustes), porumbel gulerat (Columba palumbus), corb (Corvus corax), cuc (Cuculus canorus), lăstun de casă (Delichon urbicum), ciocănitoare pestriță mare (Dendrocopos major), presură bărboasă (Emberiza cirlus), măcăleandru (Erithacus rubecula), șoim călător (Falco peregrinus), vânturel roșu (Falco tinnunculus), cinteză (Fringilla coelebs), Fringilla montifringilla, gaiță (Garrulus glandarius), Hippolais polyglotta, rândunică (Hirundo rustica), capîntortură (Jynx torquilla), pescăruș argintiu (Larus cachinnans), privighetoare (Luscinia megarhynchos), gaia neagră (Milvus migrans), mierlă de piatră (Monticola saxatilis), mierlă albastră (Monticola solitarius), codobatură galbenă (Motacilla alba), codobatură de munte (Motacilla cinerea), muscar sur (Muscicapa striata), pițigoi mare (Parus major), codroșul de pădure (Phoenicurus phoenicurus), pitulice de munte (Phylloscopus bonelli), Prunella collaris, brumăriță de pădure (Prunella modularis), Ptyonoprogne rupestris, mugurarul (Pyrrhula pyrrhula), aușel sprâncenat (Regulus ignicapilla), cănăraș (Serinus serinus), țiclete (Sitta europaea), scatiu (Spinus spinus), turturică (Streptopelia turtur), huhurez mic (Strix aluco), silvie cu cap negru (Sylvia atricapilla), silvie roșcată (Sylvia cantillans), silvie mediteraneană (Sylvia melanocephala), silvie porumbacă (Sylvia nisoria), Tachymarptis melba, fluturașul de stâncă (Tichodroma muraria), mierlă (Turdus merula), pupăză (Upupa epops)

Pe lângă speciile protejate, pe teritoriul sitului au mai fost identificate 38 de specii de plante, 1 specie de amfibieni, 9 specii de mamifere, 1 specie de nevertebrate, 6 specii de reptile.